# Valeyres-sous-Rances
Valeyres-sous-Rances är en ort och kommun i distriktet Jura-Nord vaudois i kantonen Vaud, Schweiz. Kommunen har 583 invånare (2023).